# Zeeman-Effekt

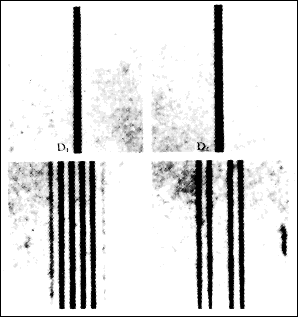
Aufspaltungen der Natrium-D-Linien unter Einfluss eines Magnetfeldes

Der Zeeman-Effekt [ˈzeːmɑn-] ist in der Atomphysik die Aufspaltung von Spektrallinien  durch ein Magnetfeld. Die Aufspaltung entsteht durch die unterschiedliche Verschiebung von Energieniveaus einzelner Zustände unter dem Einfluss eines äußeren Magnetfelds. Erstmals wurde der Effekt 1896 von Pieter Zeeman nachgewiesen. Drei Jahre später gelang Hendrik Antoon Lorentz eine Erklärung unter der Annahme, dass das von Atomen ausgesandte Licht durch bewegte Elektronen erzeugt wird. 1902 erhielten beide dafür den Nobelpreis für Physik.
Die Energieverschiebungen entstehen durch die Wirkung des Magnetfeldes auf das magnetische Moment der Atomhülle, das vom Bahndrehimpuls und vom Spin der Elektronen erzeugt wird. Den Effekt gibt es auch für den Kernspin, hier mit etwa 1000-fach geringeren Aufspaltungen wegen des um ungefähr einen Faktor 1000 kleineren magnetischen Moments der Kernspins.
Die Energieverschiebung aufgrund eines elektrischen Feldes bezeichnet man als Stark-Effekt.

## Entdeckung und Bedeutung
Um mögliche Zusammenhänge zwischen verschiedenen Kräften der Natur zu entdecken, wurde im 19. Jahrhundert u. a. lange nach einem Einfluss von Magnetfeldern auf das Licht gesucht (siehe z. B. Faraday-Effekt). Aus der Vorstellung der klassischen Physik, dass das Licht als eine elektromagnetische Welle durch Schwingungen der (ganzen) Atome entsteht, leitete Hendrik Antoon Lorentz 1892 theoretisch eine Formel ab, nach der die Spektrallinien dreifach aufgespalten werden, wenn sich die strahlenden Atome in einem Magnetfeld befinden. Im Einzelnen sollten dabei die mittlere der drei Linien die ungestörte Frequenz zeigen und die  beiden anderen Linien in ihrer Frequenz gerade um die Frequenz der durch das Magnetfeld verursachten Larmorpräzession nach oben bzw. unten verschoben sein. Bei Beobachtung parallel zum Magnetfeld sollten ferner die beiden verschobenen Linien entgegengesetzt zirkular polarisiert sein und die mittlere Linie gar nicht erscheinen. 1896 konnte Zeeman all dies erstmals beobachten, allerdings mit einer vieltausendfach größeren Aufspaltung als erwartet. Nachfolgende genaue Messungen der Aufspaltung zeigten, dass sie doch der Lorentzschen Formel entspricht, wenn man diese auf den Fall anwendet, dass bei der Lichtaussendung nicht das Atom mit seiner ganzen Masse schwingt, sondern nur das viel leichtere Elektron. Dass Elektronen Bestandteil der Atome sind, wurde damals als Elektronen-Hypothese nur vermutet. Diese Auffassung gewann durch den Zeeman-Effekt und seine gelungene Erklärung erheblich an Überzeugungskraft in der damaligen Physik. So wurde etwa aus der von Zeeman beobachteten Aufspaltung das gleiche Ladung-zu-Masse-Verhältnis für das hypothetische Elektron ermittelt wie kurz darauf bei Beobachtungen an freien Elektronen durch Joseph John Thomson und andere.
Allerdings konnte Lorentz nur eine dreifache Aufspaltung erklären, die deshalb als normaler Zeeman-Effekt bezeichnet wurde. Dem normalen Zeeman-Effekt stand aber eine größere Anzahl von Beobachtungen gegenüber, in denen aus der Aufspaltung mehr als drei Linien hervorgingen. Dieser sog. anomale Zeeman-Effekt stellte für die klassische Physik und auch noch für das Bohrsche Atommodell ein unerklärbares Phänomen dar und stieß gerade deshalb weitergehende theoretische Untersuchungen an. Ungeradzahlige Aufspaltungen in mehr als drei Linien wurden ab 1916 im Bohr-Sommerfeldschen Atommodell durch die Richtungsquantelung des Bahndrehimpulses erklärt. Dagegen führten die geradzahligen Aufspaltungen 1925  zur Entdeckung einer neuen Art von Drehimpuls, des Elektronenspins. Die von dem normalen Zeeman-Effekt abweichende Größe der Aufspaltungen konnte mit dem Landé-Faktor parametrisiert werden, der ab 1925 in der Quantenmechanik eine Begründung fand. In Abweichung vom ursprünglichen Gebrauch wird heute überwiegend als normaler Zeeman-Effekt die Aufspaltung ohne Mitwirkung des Spins bezeichnet, als anomaler Zeeman-Effekt die mit Beteiligung des Spins. (Zur Vertiefung siehe .)

## Normaler Zeeman-Effekt
Der normale Zeeman-Effekt tritt auf, wenn der Drehimpuls des betrachteten Systems keinen Anteil vom Spin der Teilchen enthält (d. h. Quantenzahl {\displaystyle S=0} für den Gesamtspin). Er konnte schon im Rahmen der klassischen Physik erklärt werden.

### Klassische Erklärung
Ein Elektron auf einer Kreisbahn mit der (Kreis-)Frequenz {\displaystyle \omega _{e}} bildet einen Kreisstrom und hat daher außer einem mechanischen Drehimpuls {\displaystyle {\vec {\ell }}} auch ein magnetisches Dipolmoment {\displaystyle {\vec {\mu }}}. Beide Vektoren sind parallel, stehen senkrecht auf der Bahnebene und haben ein festes Größenverhältnis {\displaystyle {\vec {\mu }}=\gamma {\vec {\ell }}}, denn die gyromagnetische Konstante {\displaystyle \gamma =e/(2m_{\text{e}})} hängt beim einfachen Bahndrehimpuls nur von der elektrischen Ladung {\displaystyle e} und der Masse {\displaystyle m_{\text{e}}} des Elektrons ab (für nähere Einzelheiten, insbesondere zur Berücksichtigung anomaler gyromagnetischer Verhältnisse etwa beim Elektron, siehe die angegebenen Stichworte).
Die potentielle Energie eines magnetischen Dipols hängt von seiner Orientierung gegenüber dem Magnetfeld {\displaystyle {\vec {B}}} ab:
{\displaystyle E_{\mathrm {mag} }=-({\vec {\mu }}\cdot {\vec {B}})\equiv -\mu _{z}\;B\equiv -\gamma \;\ell _{z}\;B\ ,}
Dabei sind  {\displaystyle \mu _{z}} und {\displaystyle \ell _{z}} jeweils die zur Feldrichtung parallelen Komponenten. {\displaystyle B} ist der Betrag der Feldstärke.
Das Drehmoment {\displaystyle {\vec {M}}}, das einen ruhenden Stabmagneten in die Richtung der Feldlinien drehen würde (wie z. B. die Kompassnadel nach Norden), bewirkt beim Vorhandensein eines Drehimpulses die Larmorpräzession, bei der der Vektor {\displaystyle {\vec {\ell }}} ohne Änderung des Einstellwinkels, also mit konstanter Komponente {\displaystyle \ell _{z}}, um die Feldrichtung herumgeschwenkt wird. Die Winkelgeschwindigkeit der Präzession ist die Larmor-Frequenz
{\displaystyle \omega _{L}=\gamma \cdot B={\frac {e}{2\,m_{\text{e}}}}\cdot B\ .}
Die vorher rein kreisförmige Bewegung des Elektrons wird dadurch zu einer Rosettenbahn. Eine harmonische Zerlegung zeigt, die Bewegungskomponente parallel zur Magnetfeldrichtung ist eine Schwingung mit einer Frequenz {\displaystyle \omega _{e}} unabhängig von der Stärke des Magnetfeldes und gleich der Frequenz der ungestörten Kreisbahnbewegung. Und die Bewegung senkrecht zur Feldrichtung lässt sich als Summe von zwei entgegengesetzten Kreisbewegungen mit den Seitenbandfrequenzen {\displaystyle \omega =\omega _{e}\pm \omega _{L}} beschreiben. Nach der klassischen Physik erhält jede vom Elektron erzeugte Welle die gleichen drei Frequenzen. Ihre weiteren Eigenschaften sind besonders einfach, wenn die Beobachtung in der Richtung des Magnetfelds (longitudinal) oder senkrecht dazu (transversal) erfolgt. Im longitudinalen Zeeman-Effekt kommt die Mittelfrequenz  {\displaystyle \omega _{e}} überhaupt nicht vor, weil ein Dipol in Schwingungsrichtung nicht strahlt. Die beiden Seitenbänder zeigen dann entgegengesetzte Zirkularpolarisation. Quer zum Magnetfeld, im transversalen Zeeman-Effekt, sieht man linear polarisierte Strahlung aller drei Frequenzen, wobei die Polarisation der Mittelfrequenz in Magnetfeldrichtung liegt, die der Seitenbänder senkrecht dazu. Diese präzise Beschreibung des normalen Zeeman-Effekts durch H. A. Lorentz entspricht auch quantitativ der Beobachtung, wenn der gyromagnetische Faktor gemäß der oben angegebenen Formel {\displaystyle \gamma =e/(2m_{\text{e}})} die richtige Größe erhält. Im Nenner war ursprünglich die Atommasse eingesetzt worden, so dass die Aufspaltung um einen Faktor von mehreren Tausend zu klein vorhergesagt wurde. Diese Tatsache bedeutete einen wichtigen Schritt zu der Erkenntnis, dass Elektronen bei der Emission von Licht eine entscheidende Rolle spielen.
Diese klassische Erklärung gilt gleichermaßen für ein einzelnes Elektron wie für ein System mehrerer Elektronen, z. B. für die ganze Elektronenhülle des Atoms (wenn der Gesamtspin null ist). {\displaystyle {\vec {\ell }}} und {\displaystyle {\vec {\mu }}} bezeichnen dann den gesamten Drehimpuls bzw. das gesamte magnetische Moment der Hülle (oft mit großen Buchstaben {\displaystyle {\vec {L}}} und {\displaystyle {\vec {M}}} geschrieben), wobei insbesondere der gyromagnetische Faktor {\displaystyle \gamma } der gleiche bleibt, unabhängig von den sonstigen Einzelheiten der Bewegung der Elektronen durcheinander.

### Quantenmechanische Erklärung
Nach der Quantenmechanik strahlt das Elektron nicht, während es einen stationären Zustand innehat, sondern beim Übergang zwischen zwei Zuständen, beide mit einer bestimmten Energie, wobei die Frequenz der abgestrahlten Welle sich ausschließlich aus der Differenz {\displaystyle \Delta E} beider Energien ergibt (Quantenbedingung mit der Kreisfrequenz {\displaystyle \omega } und der reduzierten Planck-Konstante {\displaystyle \hbar }):
{\displaystyle \omega ={\frac {\Delta E}{\hbar }}}
Die oben benutzten klassischen Formeln für die Größe des magnetischen Dipolmoments und seine Energie im Magnetfeld gelten unverändert weiter, sofern die mit dem Elektronenspin verbundenen magnetischen Effekte außer Betracht bleiben können. Für ein einzelnes Elektron ist diese Bedingung nie erfüllt, sondern nur in Systemen aus einer geraden Anzahl von Elektronen in solchen Zuständen, bei denen sich die Elektronenspins zum Gesamtspin {\displaystyle S{\mathord {=}}0} addieren. Statt des Bahndrehimpulses {\displaystyle {\vec {\ell }}} des einzelnen Elektrons ist dann die Summe {\displaystyle {\vec {L}}} aller Bahndrehimpulse zu nehmen, und für {\displaystyle \ell _{z}} entsprechend die Komponente {\displaystyle L_{z}} längs des Feldes. In einem stationären Zustand kann {\displaystyle L_{z}} nur diskrete Werte {\displaystyle L_{z}{\mathord {=}}m_{L}\hbar } haben. Die magnetische Quantenzahl {\displaystyle m_{L}} durchläuft dabei alle ganzzahligen Werte zwischen {\displaystyle -L} und {\displaystyle +L}, wobei {\displaystyle L} die (immer ganzzahlige) Bahndrehimpulsquantenzahl des betreffenden Zustands ist. (Näheres siehe unter Richtungsquantelung.)
Das Energieniveau eines zuvor entarteten Zustands spaltet sich dadurch in {\displaystyle (2L{\mathord {+}}1)} energetisch äquidistante Zeeman-Niveaus mit Energieverschiebungen
{\displaystyle E_{\mathrm {mag} }=-\hbar \,\gamma \,m_{L}\,B\ }
relativ zum ursprünglichen Niveau auf. Diese haben für {\displaystyle \Delta m_{L}=\pm 1} voneinander jeweils Abstand
{\displaystyle \Delta E_{\text{mag}}=\hbar \gamma B\equiv \hbar \omega _{L}\ .}
Die Größe {\displaystyle \mu _{B}:=\hbar \gamma \equiv {\tfrac {e\hbar }{2\,m_{e}}}} wird als Bohrsches Magneton bezeichnet. Zustände mit {\displaystyle L{\mathord {=}}0} spalten überhaupt nicht auf (sog. Singulett), Zustände mit {\displaystyle L{\mathord {=}}1} dreifach (Triplett) und für beliebiges {\displaystyle L} in {\displaystyle (2L+1)} Niveaus.
Den normalen Zeeman-Effekt erhält man z. B. bei einem Übergang von einem Zustand mit {\displaystyle L{\mathord {=}}1} in einen mit {\displaystyle L{\mathord {=}}0}. Die magnetische Aufspaltung bewirkt über die Quantenbedingung gerade die an den Spektrallinien beobachteten Frequenzverschiebungen um {\displaystyle \pm \omega _{L}} bzw. Null. Die Zirkularpolarisation (um die Feldrichtung) ergibt sich daraus, dass die z-Komponente des Drehimpulses des Elektrons sich um {\displaystyle \pm 1\hbar } ändert und das erzeugte Photon wegen der Drehimpulserhaltung den entgegengesetzten Drehimpuls haben muss.
Die gleichen Formeln gelten auch für alle höheren Bahndrehimpulse als {\displaystyle L{\mathord {=}}1}, wobei die Energieniveaus wegen des Faktors {\displaystyle m_{L}=0,\,\pm 1,\,\pm 2,\,\ldots } auch um Vielfache von  {\displaystyle \hbar \omega _{L}} aufspalten. Die entsprechende Aufspaltung der Spektrallinien um Vielfache von {\displaystyle \pm \omega _{L}} wird aber nicht beobachtet, weil solche Übergänge wegen des stets {\displaystyle 1\hbar } betragenden Drehmoments des Photons die Emission mehrerer Photonen auf einmal erfordern würden, was ein stark unterdrückter Prozess ist. Deshalb kommen praktisch nur Übergänge mit {\displaystyle \Delta m_{L}{\mathord {=}}\pm 1} vor. Man beobachtet also beim Zeeman-Effekt im Allgemeinen weniger Spektrallinien, als die Anzahl der Zeeman-Niveaus angibt, die durch die Aufspaltung entstehen. Alle diese Fälle werden wegen dieser gemeinsamen Erklärung (Niveauverschiebung je nach {\displaystyle m_{L}}) unter dem einzigen Begriff des normalen Zeeman-Effekts zusammengefasst.

## Anomaler Zeeman-Effekt

### Bei mäßiger Feldstärke

Aufspaltungen der Wasserstoffniveaus unter Einfluss eines Magnetfeldes

Beim anomalen Zeeman-Effekt, der viel häufiger als der normale Zeeman-Effekt auftritt, werden die Spektrallinien in mehr als drei Linien aufgespalten, oft in eine gerade Anzahl (Quartett, Sextett usw.). Zur Deutung muss der Spin herangezogen werden. Dieser nach der klassischen Physik nicht erklärbare Eigendrehimpuls {\displaystyle {\vec {s}}} des Elektrons ist mit {\displaystyle {\tfrac {1}{2}}\hbar } zwar nur halb so groß wie die Einheit {\displaystyle \hbar } des Bahndrehimpulses, trägt aber mit der gleichen Stärke der magnetischen Wirkung bei (1 Bohrsches Magneton). Beim anomalen Zeeman-Effekt treten also Bahn- und Spinmagnetismus auf. Für das mit dem Spin verbundene magnetische Moment schreibt man {\displaystyle {\vec {\mu }}_{s}=g_{s}\,\gamma \,{\vec {s}}} mit dem anomalen g-Faktor des Spins {\displaystyle g_{s}{\mathord {\approx }}2}. Im Fall von Russell-Saunders-Kopplung setzt sich der Gesamtdrehimpuls {\displaystyle {\vec {J}}} der Atomhülle aus der Summe aller Bahndrehimpulse ({\displaystyle {\vec {L}}} mit Quantenzahl {\displaystyle L}) und der Summe aller Spindrehimpulse ({\displaystyle {\vec {S}}}  mit Quantenzahl {\displaystyle S}) des oder der Elektronen zusammen:
{\displaystyle {\vec {J}}={\vec {L}}+{\vec {S}}}
Das resultierende magnetische Moment ist dann nicht mehr vollständig durch die Quantenzahl {\displaystyle J} des Gesamtdrehimpulses bestimmt, sondern hängt weiter davon ab, wie groß die Bahn- und die Spindrehimpulsquantenzahlen {\displaystyle L} und {\displaystyle S} darin sind. Dies fließt in den Landéschen g-Faktor {\displaystyle g_{j}} des Niveaus ein. Das Niveau wird im (schwachen) Magnetfeld in {\displaystyle (2J{\mathord {+}}1)} äquidistante Zeeman-Niveaus aufgespalten. Der anomale Zeeman-Effekt ist also eine Aufspaltung nach verschiedenen {\displaystyle m_{j}}. Der normale Zeeman-Effekt ist der Spezialfall des anomalen Zeeman-Effekts, bei dem {\displaystyle m_{l}=m_{j}} gilt, weil der Spin wegen {\displaystyle S{\mathord {=}}0} keinen Einfluss hat. Die Energieverschiebung des Zeeman-Niveaus mit {\displaystyle m_{j}} ist
{\displaystyle \Delta E=g_{j}\,m_{j}\,\hbar \,\gamma \,B}.
Wenn {\displaystyle g_{j}} im  Anfangs- und im Endzustand des Übergangs, der die betrachtete Spektrallinie hervorbringt, verschiedene Größe haben, bewirkt dies die beobachtete Linienaufspaltung in mehr als drei Linien. Anschaulich ausgedrückt präzediert dabei der Gesamthüllendrehimpuls {\displaystyle {\vec {J}}} im Anfangszustand mit einer anderen Larmorfrequenz {\displaystyle \omega _{L}=g_{J}\,\gamma \,B} als im Endzustand.
Nach der Landé-Formel ist der g-Faktor {\displaystyle g_{j}} für ein Niveau einfach aus den Quantenzahlen {\displaystyle J}, {\displaystyle L} und {\displaystyle S} berechenbar. Voraussetzung ist, dass die Quantenzahlen für die Summe der Bahndrehimpulse allein und die Summe der Spins allein wohldefiniert sind. Das ist für Atome mit nur einem Elektron außerhalb abgeschlossener Schalen (z. B. H, Na und andere Alkalimetalle) immer gegeben durch dessen Quantenzahlen {\displaystyle L{\mathord {=}}\ell } und {\displaystyle S{\mathord {=}}{\tfrac {1}{2}}}. Im Fall mehrerer Elektronen außerhalb geschlossener Schalen muss die LS-Kopplung vorliegen, was für die leichteren Elemente meist gegeben ist. So war es mit Hilfe von Landés Formel möglich, die drei Quantenzahlen {\displaystyle J,L,S} für eine Vielzahl von Niveaus verschiedener Atome zu bestimmen, was bei der Entschlüsselung des Aufbaus der Atomhülle ein entscheidender Faktor war (siehe auch Termsymbol).

### Bei hoher Feldstärke
Bei stärker werdendem Magnetfeld zeigen sich im anomalen Zeeman-Effekt Abweichungen von der Äquidistanz der Aufspaltung, und manche der einzelnen Linien nähern sich so aneinander an, dass sich schließlich das Bild des normalen Zeeman-Effekts mit nur dreifacher Aufspaltung ergibt. Dies wird als Paschen-Back-Effekt bezeichnet. Er wird dadurch erklärt, dass das angelegte Magnetfeld genügend stark ist, um die ursprünglich vorhandene Kopplung von {\displaystyle {\vec {L}}} und {\displaystyle {\vec {S}}} zu einem wohlbestimmten Gesamtdrehimpuls {\displaystyle {\vec {J}}} mit wohlbestimmter Quantenzahl  {\displaystyle J}  aufzubrechen, so dass die beteiligten Niveaus Überlagerungen verschieden großer Gesamtdrehimpulse werden. Dazu muss das äußere Magnetfeld so stark sein, dass die Niveauaufspaltung weitaus größer wird als die ursprüngliche Energiedifferenz zum nächsten Niveau des Multipletts, das bei denselben Quantenzahlen {\displaystyle L} und {\displaystyle S} für Bahndrehimpuls und Spin einen anderen Gesamtdrehimpuls {\displaystyle J} hat. Unter diesen Bedingungen stellen sich die magnetischen Momente von Spin und Bahndrehimpuls unabhängig voneinander zum Magnetfeld ein und verursachen wegen ihrer gleichen Größe dann auch gleiche Niveauaufspaltungen. Die Energieaufspaltung beträgt:
{\displaystyle \Delta E=\left(g_{l}m_{l}+g_{s}m_{s}\right)\,\hbar \,\gamma \,B}
Wegen des Wertes {\displaystyle g_{s}=2} ergibt sich auch bei halbzahligen Werten von {\displaystyle m_{s}} ein ganzzahliges Vielfaches von {\displaystyle \Delta E=\hbar \,\gamma \,B} wie im normalen Zeeman-Effekt.

## Zeeman-Effekt bei Kernen
Der anomale Zeeman-Effekt wurde auch an Atomkernen beobachtet. Das ist insofern bemerkenswert, als die magnetischen Kernmomente ca. 103–105fach kleiner sind als bei der Atomhülle (siehe den Faktor Masse in der Formel oben), während die Frequenzen der typischen  Gammastrahlung von Kernen mindestens 104fach höher liegen als bei optischen Spektrallinien. Der Nachweis des Zeeman-Effekts, der somit eine mindestens ca. 108fach bessere spektrale Auflösung verlangt, gelang mit Hilfe des Mößbauer-Effekts in den 1960er Jahren an den Kernen von 57Fe, die dem extrem starken inneren Magnetfeld in magnetisiertem Eisen ausgesetzt waren.

## Quadratischer Zeeman-Effekt
Ein Magnetfeld induziert auch in abgeschlossenen Schalen der Atomhülle ohne permanentes magnetisches Moment immer ein Moment:
{\displaystyle {\vec {\mu }}_{\mathrm {ind} }=\alpha _{\mathrm {m} }{\vec {B}}}
mit der magnetischen Polarisierbarkeit {\displaystyle \alpha _{\mathrm {m} }}.
Dieses wechselwirkt ebenfalls mit dem externen Magnetfeld und führt zu einer weiteren Energieaufspaltung:
{\displaystyle \Delta E=\alpha _{\mathrm {m} }\cdot B^{2}.}
Dieser Effekt ist im Allgemeinen wesentlich kleiner als der lineare Zeeman-Effekt.

## Anwendungen

### Spektroskopie
Der Zeeman-Effekt hat zahlreiche Anwendungen in der Spektroskopie (Elektronenspinresonanz (ESR), Kernspinresonanz (NMR), Kernspinresonanzspektroskopie, Magnetresonanztomographie, Mößbauer-Spektroskopie u. a.). In der Atomabsorptionsspektrometrie wird der Zeeman-Effekt zur Untergrundkompensation verwendet.
Der Zeemaneffekt wird beim Zeeman-Slower ausgenutzt (William D. Phillips, Harold Metcalf 1982), einem Spezialfall der Laserkühlung häufig im Vorfeld einer magneto-optischen Falle.

### Astronomie

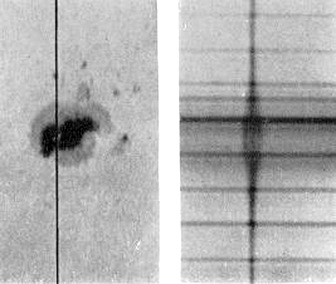
Verbreiterung einer Absorptionslinie des Sonnenspektrums (senkrechter Strich) nahe einem Sonnenfleck (links). Rechts vergrößert dargestellt.

George Ellery Hale wies 1908 über den Zeeman-Effekt die Existenz starker Magnetfelder in Sonnenflecken nach. Das Bild zeigt links einen Sonnenfleck. Entlang der senkrechten Linie wurde er spektroskopisch aufgelöst. Oberhalb und unterhalb des Sonnenflecks erscheint die Fraunhoferlinie nahezu ungestört. Innerhalb des Sonnenflecks erscheint sie aufgeweitet.
Ein Magnetfeld B auf der Sonne von 0,1 Tesla verursacht eine Energieaufspaltung
{\displaystyle \Delta E=\mu _{\mathrm {B} }\cdot B=5{,}8\;\mathrm {\mu eV} }
mit dem Bohrschen Magneton {\displaystyle \mu _{\mathrm {B} }}. Sie ist nur in Spektrografen mit einer Auflösung besser als 10−4 zu beobachten.
Magnetogramme werden im Licht der aufgespaltenen magnetischen Linien aufgenommen. Die Sonne erscheint grau. Starke Abweichungen der Polarität des Magnetfelds werden schwarz bzw. weiß hervorgehoben und markieren aktive Zonen.